# Фікобіліни
Фікобіліни (від грец. φύκος — водорості и лат. bilis — жовч) — фотосинтезуючі пігменти червоних водоростей і ціанобактерій.
Це тетрапіроли з відкритим ланцюгом (немає магнію і фітолу), є складовою частиною (хромофорними групами) фікобілінпротеїнів (глобулярних білків), з якими, на відміну від перших 2 груп[яких?] пігментів, пов'язані міцними ковалентними зв'язками. Амінокислоти у фікобілінах складають 85%, вуглеводи — 5%, хромофори — 4—5%. Загальний вміст фікобілінів у водоростях досягає 20% (на суху масу). Локалізовані фікобіліни у клітині в особливих органелах — фікобілісомах.
Фікобіліпротеїни поділяють на три основні групи:
1. Фікоеритрини — білки червоного кольору з максимумом поглинання від 498 до 568 нм, флуоресценцією 575–578;
2. Фікоціаніни — синьо-блакитні білки (585–630, 635–647);
3. Алофікоціаніни — сині білки (585–650, 660).

У воді на глибині 34 м зникають червоні промені, 177 м — жовті, 322 м — зелені, 500 м і глибше — повна темрява. Тому у верхніх шарах трапляються зелені водорості, глибше — синьо-зелені, ще глибше — червоні (за В. Т. Енгельманом (1881–1884) — хроматична комплементарна адаптація водоростей).
У водоростей фікобіліни виконують функції хлорофілу.